# 菜波
菜波（ななみ、1998年9月10日 - ）は、日本のファッションモデル、タレント。東京都練馬区出身。テンカラット モデル事業部 Plumeに所属していた。

## 略歴
父親はイラン人で、母親は日本人。
2019年3月23日発売のファッション雑誌『CanCam』5月号（小学館）より同誌の専属モデルとなる。
2019年4月3日、『ビジネスクリック』（TBSテレビ）にて地上波テレビ放送に初登場。
2024年8月22日発売の『CanCam』10月号で同誌の専属モデルを卒業。

## 人物
ヨーグルトが大好き。長いまつげと鼻のラインの美しさが特徴。
中高6年間バスケットボールに打ち込み、髪型をベリーショートにして取り組んでいた。バスケットボールは練馬区の試合で1位を取ったことがある。バスケットボールで培った筋肉質体型からモデル体型へと進化させるため、ボディメークと食生活の見直しを実践している努力家である。またバスケットボールの動画をSNS動画に投稿した事で、モデルデビューにつながった。さらにモデルの仕事以外にもバスケットボールのテレビ番組に出演を果たすなど、活動の幅を広げている。

## 出演

### メディア出演
- ビジネスクリック（2019年4月3日 - 2020年3月、TBSテレビ） - 2019年度水曜担当レギュラーキャスター[11][5]
- 行列のできる法律相談所（2019年5月5日、日本テレビ） - ゲスト[9]
- グータンヌーボ2（2019年6月18日、関西テレビ） - ロケゲスト（宇垣美里、西野七瀬と共演）[8]
- 熱血バスケ（2021年10月4日、NHK BS1） - ゲスト[10]
- Going!Sports&News（2022年9月3日 - 、日本テレビ）

### ファッションショー
- 東京ガールズコレクション [2]
  - 2019年3月30日 - マイナビ presents 東京ガールズコレクション 2019 SPRING/SUMMER（横浜アリーナ）
  - 2019年4月20日 - TGC KUMAMOTO 2019 by TOKYO GIRLS COLLECTION（グランメッセ熊本）
  - 2019年7月27日 - PRESTIGE INTERNATIONAL presents TGC TOYAMA 2019 by TOKYO GIRLS COLLECTION（富山市総合体育館）
  - 2019年9月7日 - マイナビ presents 東京ガールズコレクション 2019 AUTUMN/WINTER（さいたまスーパーアリーナ）
  - 2020年1月11日 - SDGs推進 TGC しずおか 2020 by TOKYO GIRLS COLLECTION（ツインメッセ静岡）
  - 2020年2月29日 - マイナビ 東京ガールズコレクション 2020 SPRING/SUMMER（国立代々木競技場第一体育館）
  - 2020年4月25日 - Tsuruya presents TGC KUMAMOTO 2020 by TOKYO GIRLS COLLECTION（グランメッセ熊本）
  - 2020年9月5日 - マイナビ 東京ガールズコレクション 2020 AUTUMN/WINTER ONLINE（さいたまスーパーアリーナ）
  - 2021年2月28日 - マイナビ 東京ガールズコレクション 2021 SPRING/SUMMER（国立代々木競技場第一体育館）
  - CREATEs presents TGC KITAKYUSHU 2023 by TOKYO GIRLS COLLECTION（2023年10月7日、西日本総合展示場新館）[12]

## 書籍

### 雑誌
- CanCam（2019年5月号 - 2024年10月号、小学館） - 専属モデル[4]